# Zencani, Harghita
Zencani este o localitate componentă a municipiului Toplița din județul Harghita, Transilvania, România.
 Acest articol despre o localitate din județul Harghita este deocamdată un ciot. Puteți ajuta Wikipedia prin completarea lui.